# Ној Цаухе
Ној Цаухе или Нова Нива (њем. Neu Zauche, длсрп. Nowa Niwa) општина је у њемачкој савезној држави Бранденбург. Једно је од 37 општинских средишта округа Даме-Шпревалд. Према процјени из 2010. у општини је живјело 1.228 становника. Посједује регионалну шифру (AGS) 12061352.

## Географски и демографски подаци
Ној Цаухе или Нова Нива се налази у савезној држави Бранденбург у округу Даме-Шпревалд. Општина се налази на надморској висини од 55 метара. Површина општине износи 38,7 km². У самом мјесту је, према процјени из 2010. године, живјело 1.228 становника. Просјечна густина становништва износи 32 становника/km².